# Lissemysia ovata
Lissemysia ovata är en plattmaskart som beskrevs av R.N. Tandon 1949. Lissemysia ovata ingår i släktet Lissemysia och familjen Aspidogastridae. Inga underarter finns listade i Catalogue of Life.